# Tătaru (okręg Vrancea)
Tătaru – wieś w Rumunii, w okręgu Vrancea, w gminie Măicănești. W 2011 roku liczyła 785
mieszkańców